# Champeta
La champeta es un género musical afrocaribeño, de connotación social y cultural. Culturalmente, se originó en los barrios marginales de Cartagena de Indias, Colombia y musicalmente en las zonas afrodescendientes. Está vinculado con la cultura del Palenque de San Basilio e influenciado por géneros de procedencia africana. 
Cuando la Champeta incursionó en el mundo comercial, encontró en los picós (grandes sistemas de Sonido nacidos en Cartagena) su mayor plataforma de difusión. Actualmente el género se ha estado expandiendo por el resto de países americanos.

## Historia
La Champeta criolla surge como apelativo o hecho social en el año 1930, como baile en los años 70 y como género musical en los años 80.

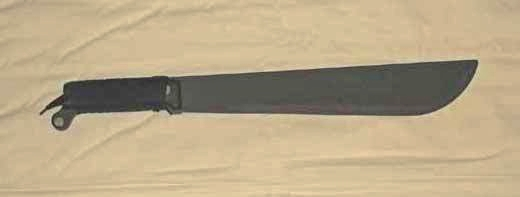
Cuchillo champeta o machetilla.

Sin tenerse una fecha exacta, los investigadores socioculturales y los sociólogos han determinado que desde antes de los años veinte se le ha llamado champetuo a los habitantes de barrios alejados del centro de Cartagena, asociados a los estratos más pobres y de características afrodescendientes.
Este apelativo fue puesto por la élite económica en un intento de menospreciar a esta cultura sobreviviente. Este nombre, antiguamente aceptado y trasformado, se originó por la relación de la mencionada población con la machetilla "champeta", y se le asociaba a elementos de vulgaridad, pobreza y negritud. De esta forma es una cultura con un pasado históricamente marcada por la esclavitud y el maltrato, enfocada en los barrios más antiguos ubicados en la Isla Caimán, actualmente llamada Olaya y el barrio Pozón.
En los inicios de los años 70 este proceso cultural, que hasta ese momento incluía sus entornos, su modo de hablar, su modo de ser y sus fiestas; se hace más visible en Colombia por el desarrollo de una serie de bailes complejos con bases rítmicas procedentes de géneros como la salsa y el jíbaro, en el que luego incursionó también el reggae. Esta música se ponía a todo volumen en grandes altavoces, llamados por su población picós basándose en el extranjerismo pick up; fenómeno cultural en la música que desde los años 60 emergía en toda América Latina. Estos primeros bailes, por su condición relajante y desentendida de los problemas económicos del país, fueron llamados terapia.
Pero solo hacia 1981 nace por primera vez en Cartagena la música cantada e interpretada: la terapia criolla, construida por primera vez por personajes cartageneros afrodescendientes y palanqueros de San Basilio, donde luego incursionaron cantautores y mercados de Barranquilla y en otros lugares del país.
Esta nueva música acogió como principal medio de difusión los altoparlantes "picó" anteriormente utilizados para salsa, jíbaro y reggaé; en su mayoría se dedicaron exclusivamente a la difusión de este nuevo género musical, que ahora era inspirado como resultado de discos traídos a los puertos de Cartagena de origen africano, así como colonias euroafricanas. Luego, el género musical mismo pasó de llamarse terapia criolla a terapia colombiana y por último adoptó su nombre asociado con la cultura identitaria champeta.
Personas relacionadas con este nuevo género en Cartagena de Indias viajaban a países de las Antillas y a Francia para la adquisición de nuevos discos que llamaban "champeta africana", que a su vez inspiraban el fenómeno musical en Colombia.

## Aspectos culturales y hecho social

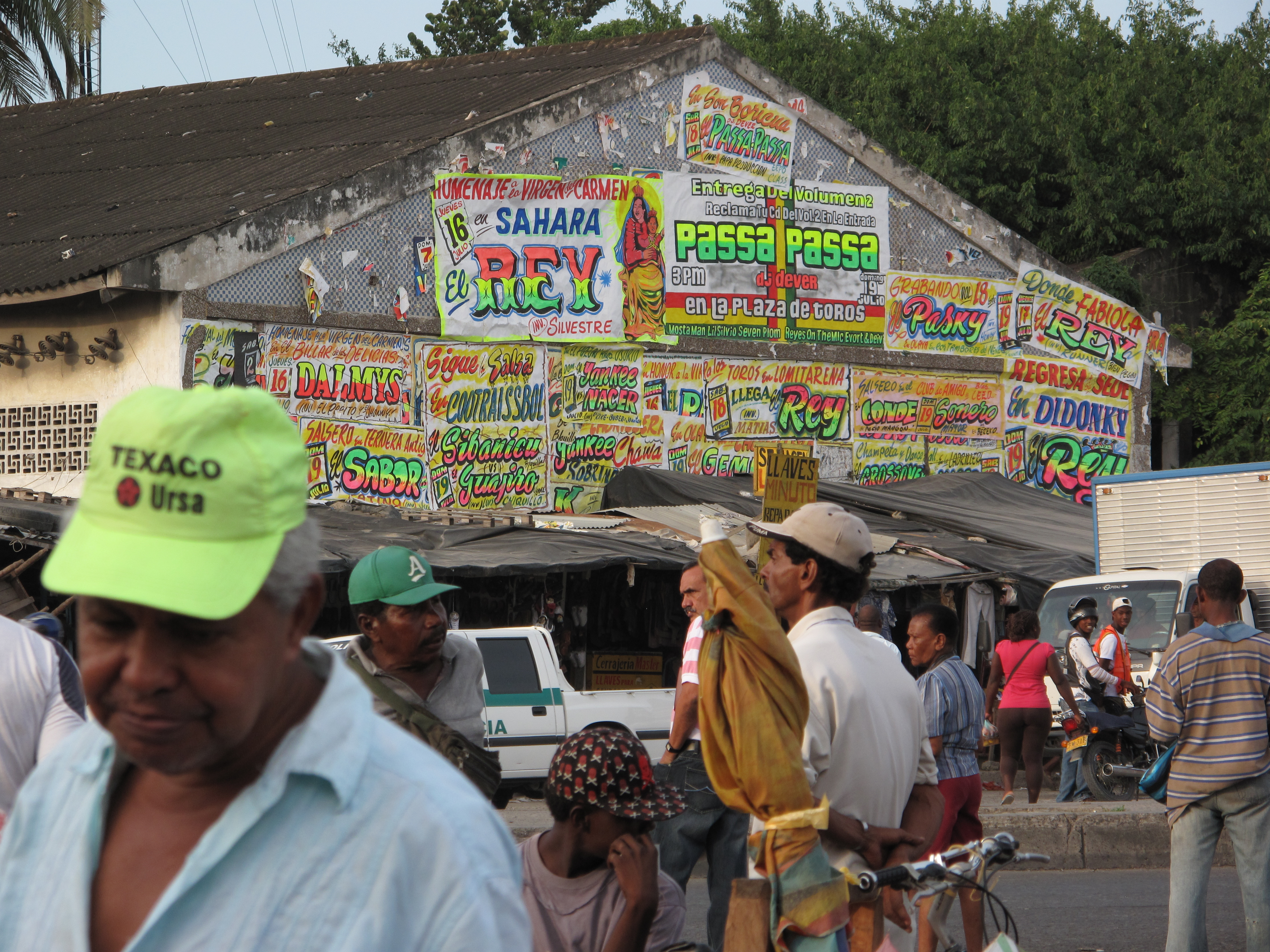
Afiches promocionales de conciertos de Champeta en el Mercado de Bazurto, Cartagena de Indias

La concepción clásica de la champetería o champetudismo —champetuísmo en criollo español posee cuatro aspectos importantes: la expresión musical, su jerga distintiva, los picós y los perreos —fiestas y verbenas—. Hay quienes dan la misma importancia a otros aspectos, como el baile, el activismo político, el diseño de la ropa, el aspecto audiovisual de sus videos, y el resto de elementos culturales. Recientemente esta cultura de hecho social se ha apropiado de aspectos artísticos diferenciales al género musical mismo, como son los manifiestos en el cine, la literatura y en las artes plásticas. En la conferencia Champeta: la Verdad del Cuento, el investigador Enrique Luis Muñoz hace notar, como en los ambientes salseros de Cartagena, ya se empleaba la expresión champetúo fuera del contexto culinario para designar a la persona problemática y de modales rústicos, esto es, como sinónimo de feo y “coralibe” o “coralón”.
Revisar el nombre de los picos más famosos es reencontrarse, revisitar, el predominio de la salsa desde y en el mundo de la caseta o verbena: El Conde, El Timbalero, El Sibanicú, El pijuán, El Ché, El Fidel o El Rojo —por el disco Rojo de Ray Barretto— son evidencias como desde la música y del ritmo, los costeños se reconocen no solamente como partes del Caribe hispano, nombrado desde la latinoamericanidad, sino desde ese Gran Caribe plurilingüe, más incluyente con respecto a la herencia de mamá África.

## Música champeta
Es un ritmo contemporáneo que nació hace 42 años en la ciudad de Cartagena de Indias (Colombia) con una gran influencia del corregimiento de San Basilio de Palenque y que a través de los encuentros de Música del Caribe de los años 80 que se realizaban en Cartagena se extendió luego a nivel nacional e influyó recíprocamente en géneros internacionales similares como el Raggamuffin y otros.
El género Terapia nació como una adaptación de ritmos africanos (soukous, highlife, mbquanga, juju) con vibraciones antillanas (rap-reggae, compás haitiano, zouk, soca y calipso) e influencias de la música descendiente de lo indígena y afrocolombiana (bullerengue, mapalé, zambapalo y chalupa). Esta fusión de ritmos configuró una nueva cultura musical urbana en el contexto caribeño, que se consolidó en las barriadas cartageneras a mediados de los años ochenta.
Luego, en la década de 1990 sufrió una serie de cambios tanto en sus contenidos, como en su música, acompañado de fenómenos digitales, placas (intervenciones arrítmicas) y siendo tanto amada como rechazada por los sectores élites del país, generando así un género bastante diferenciado de sus orígenes que lo inspiraron.
En sus inicios se difundió a través de los potentes equipos de sonido denominados picos (pick-up) que suenan en las verbenas o casetas. Se caracteriza porque la base rítmica prevalece sobre las líneas melódicas y armónicas, convirtiéndola en una expresión musical bailable en la que predominan una fuerza y una plasticidad desbordantes. Los instrumentos empleados en la ejecución de este alegre y contagioso ritmo son la voz, la batería, las guitarras eléctricas, el bajo, las congas y el sintetizador, que añade efectos rítmicos.
Este género musical tiene, como sus elementos únicos, una división temporal de tres aceleraciones, la música inicial, el coro y un tercer elemento llamado el espeluque, que es propio de ritmos fuertes y repetitivos acompañado por lo general de placas (intervenciones digitales)
Con un lenguaje popular y lleno de inventivas los champeteros cantan sus vivencias. Las letras, sobrepuestas a pistas africanas o con música original, evidencian la actitud contestataria de los sectores afrocartageneros discriminados, que arremeten contra la exclusión social y económica o cuentan sus sueños de cambio y progreso.

## Músicos e intérpretes
Abril y Soto (2002) mencionan como las "estrellas de la champeta" aquellos artistas que han logrado trascender el entorno local y firmar contratos con los grandes sellos discográficos nacionales e internacionales.
Desde el surgimiento de la champeta hasta la actualidad se puede mencionar:
- El Sayayín (Jhon Jairo Sayas Díaz),
- Yao & Zaa,
- Big Yamo,
- Mr. Black (Edwin Antequera),
- El Afinaito (Sergio Liñan),
- Kevin Flórez (Kevin Rafael Flórez),
- Twister el Rey (Israel Goméz),
- Zaider (Zaider junior Peralta),
- Kofee El Kafetero (José Antonio Monterrosa Martínez),
- Young F,
- Jhonky (John Eister Gutiérrez Cassiani),
- Papo Man (Milton Torres Reyes),
- Álvaro El Bárbaro (Álvaro Zapata),
- El Rasta (Louis Towers),
- Elio Boom (Francisco Corrales),
- Anne Swing (Viviano Torres),
- Charles King (Carlos Reyes),
- Eddy Jey,
- El Encanto,
- Bazurto All Stars (grupo de Cartagena de Indias)

### Intérpretes relacionados
- El cantante Carlos Vives realiza una fusión de Terapia-Champeta con ritmos caribeños en la canción Pa' Mayte y deja ver parte de esta influencia en otros temas.[5]
- El cantante de salsa Joe Arroyo dedicado a resaltar lo afrodescendiente y lo autóctono del Caribe y Cartagena, mezcla diversas influencias musicales, fundamentalmente con los géneros negros como la champeta, nombrada en muchos de sus discos con la muletilla de ”champetuo” como por ejemplo La rebelión.
- La cantante Colombiana Shakira, junto a su grupo de bailarines, bailó champeta en el espectáculo de medio tiempo de la final de football de los Estados Unidos “Super Bowl” 2020 en la ciudad de Miami, generando un interés especial por este ritmo, generando una tendencia en las redes sociales denominada champetachallenge.

## En el cine
Cimarrones al filo de la champeta (2008) de su Productor y Director Jorge Benítez, es la primera película de esta cultura que se basa propiamente en el cotidiano y el estereotipo de ser champetudo.
La gorra, realizado por Andres Lozano Pineda también en el (2008).
Bandoleros (2006) de su Director Erlyn Salgado de origen Palenquero-Cartagenero fue reconocida como la primera manifestación fílmica de esta cultura champeta por personas estudiosas del tema como son el periodista Ricardo Chica, y el investigador Rafael Escallón. Esta película fue filmada con un celular y una cámara Handican y tiene su mayor creatividad en haberse hecho circular utilizando el mercado informal, que es habitual en la música Terapia, para ser distribuida y
"3 Golpes" (2019) escrita por  Manuel y Andrés Lozano Pineda para Telecaribe,  es una historia donde la champeta es protagonista. Cantantes como Elio Boom, Louis Tower, Melchor el Cruel, Mr Black y Kevin Flórez son artistas invitados.